# 伊士曼管樂合奏團
伊士曼管樂合奏團（英文：Eastman Wind Ensemble）是著名的美國管樂團，它於1952年由芬奈爾（Frederick Fennell）在伊士曼音樂学院（Eastman School of Music）所創立。它在管樂團普及化獲得了很大的貢獻。

## 歷史
1952年，芬奈爾想出一個新的合奏模式，這就是將典型的管樂團編制轉換到交響樂團的管樂編制，將管樂合奏團定義為是每一分部由一位演奏者所擔任的樂團。芬奈爾在1952年5月的集合了將近40位演奏者，組成了伊士曼管樂合奏團。除此之外，也將演出目標放在原創的管樂曲目，而不是從管弦樂團所改編而來的曲目。
在1952年9月20日他舉行了伊士曼管樂合奏團的第一次排練，在1953年2月8日第一次指揮合奏團於伊士曼音樂学院的基爾本恩音樂廳（Kilbourn Hall）演出。為了獲得更多演出曲目，芬奈爾寫信給了全世界將近400位作曲家，邀請他們為這個新的合奏團作曲。第一位回應的作曲家是澳洲的珀西·格蘭傑（Percy Grainger），接下來是美國的文森特·佩斯捷提（文森特·佩尔西凯蒂）以及英國的佛漢·威廉斯（Ralph Vaughan Williams）。
在1954年及1961年，合奏團分別在芝加哥交響中心及卡奈基音樂廳舉行首演。
1978年，伊士曼管樂合奏團首次國際巡迴演出，在亞洲多個國家舉行了超過25場音樂會。
1986年與小號演奏家溫頓·馬沙利斯（溫頓·馬沙利斯）合作的專輯《Carnaval》，獲得了1987年葛萊美獎－最佳古典音樂演出器樂獨奏類（Grammy Award for Best Instrumental Soloist(s) Performance）的提名。
1990年至2000年間，伊士曼管樂合奏團曾六次出訪日本。
2008年，伊士曼管樂合奏團與加拿大銅管合奏團（加拿大銅管合奏團）合作錄製《Manhattan Music》唱片。
伊士曼管樂合奏團已首演了超過150首以上的作品，其中也包括作曲家伯納德·蘭特（Bernard Rands）以及约瑟夫·施万特纳的作品。

## 指揮
- 弗雷德里克·芬奈爾（芬奈爾）－  1952年-1961年
- 克拉德·努拿（克拉德·努拿）   －  1962年-1964年
- 唐諾·漢斯柏格（唐諾·漢斯柏格）－    1965年-2001年
- 馬克·史格特戴（馬克·史格特戴）－  2002年-